# Nestus Valles
Le Nestus Valles sono una struttura geologica della superficie di Marte.